# Kawasaki Estrella
Die Kawasaki Estrella ist ein Retro-Motorrad des japanischen Herstellers Kawasaki. Es wird in Japan seit 1992 gebaut und wurde in Deutschland von 1994 bis 1999 vermarktet, zunächst bis 1995 als Einsitzermodell BJ250A, ab 1996 als BJ250C mit Zulassung für Beifahrer.

## Herkunft
Das Design des Einsitzermodells der Kawasaki Estrella ähnelt sehr dem Kawasaki-Modell SG 250 von 1964. Dieses Motorrad basierte auf einer 250-cm³-Maschine des Motorradherstellers Meguro, der von Kawasaki übernommen wurde und unter anderem Kopien von britischen BSA-Maschinen baute. Das Design des Zweisitzermodells erinnert an das Motorrad BSA Gold Star Clubman DBD34 aus den 1960er-Jahren.

## Modelle 1994–1999 in Deutschland
Die Kawasaki Estrella wurde in Deutschland in zwei Ausführungen angeboten.
1994–1995
- Solositz (Schwingsattel)
- Farbe grün/weiß/schwarz
- Lampe grün lackiert
- lackierte Schutzbleche (grün)
- hintere Stoßdämpfer mit Ausgleichsbehälter
- Federweg 95 mm
- Sitzhöhe 770 mm
- Zul. Gesamtgewicht 265 kg

1996–1999
- Doppel-Sitzbank
- Farbe rot/schwarz
- Lampe schwarz lackiert
- verchromte Schutzbleche
- hintere Stoßdämpfer ohne Ausgleichsbehälter
- Federweg 75 mm
- Sitzhöhe 745 mm
- Zul. Gesamtgewicht 316 kg

Trotz des klassischen Outfits hatte die Kawasaki Estrella aktuelle Technik. Sie wurde statt mit einem Kickstarter mit einem Elektroanlasser angeworfen, die Zündtechnik war mit Transistoren versehen und die Bremsen waren sowohl vorn als auch hinten als Scheibenbremsen ausgelegt.

## Modelle außerhalb Deutschlands
Die Estrella ist bei Kawasaki weiter im Programm und besonders in Japan beliebt. Seit Produktionsbeginn wurden nur geringere Modellanpassungen durchgeführt, die u. a. wegen gesetzlicher Auflagen notwendig waren.

## Detailansichten Kawasaki Estrella Typ BJ250A

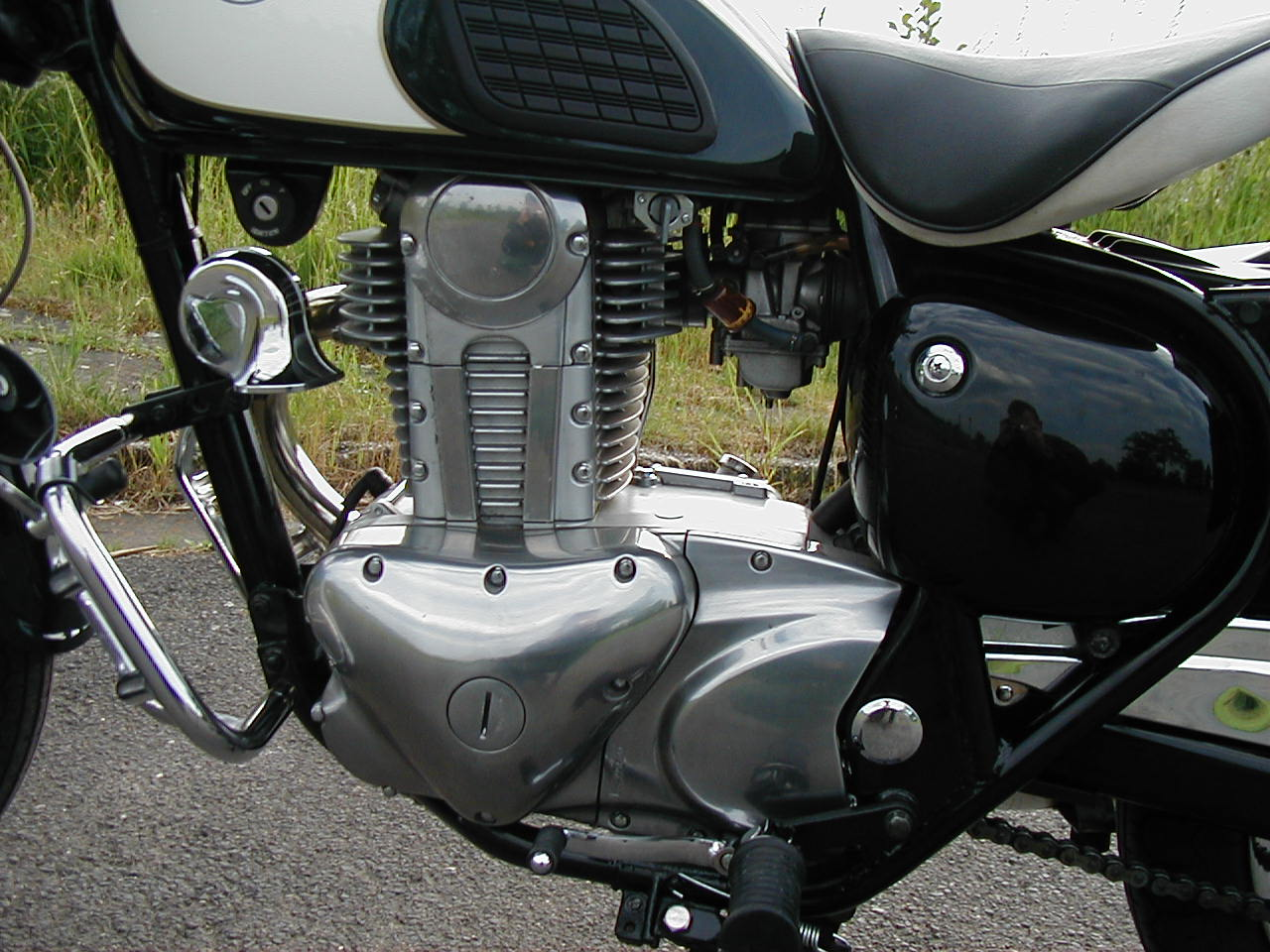
Motorblock von links
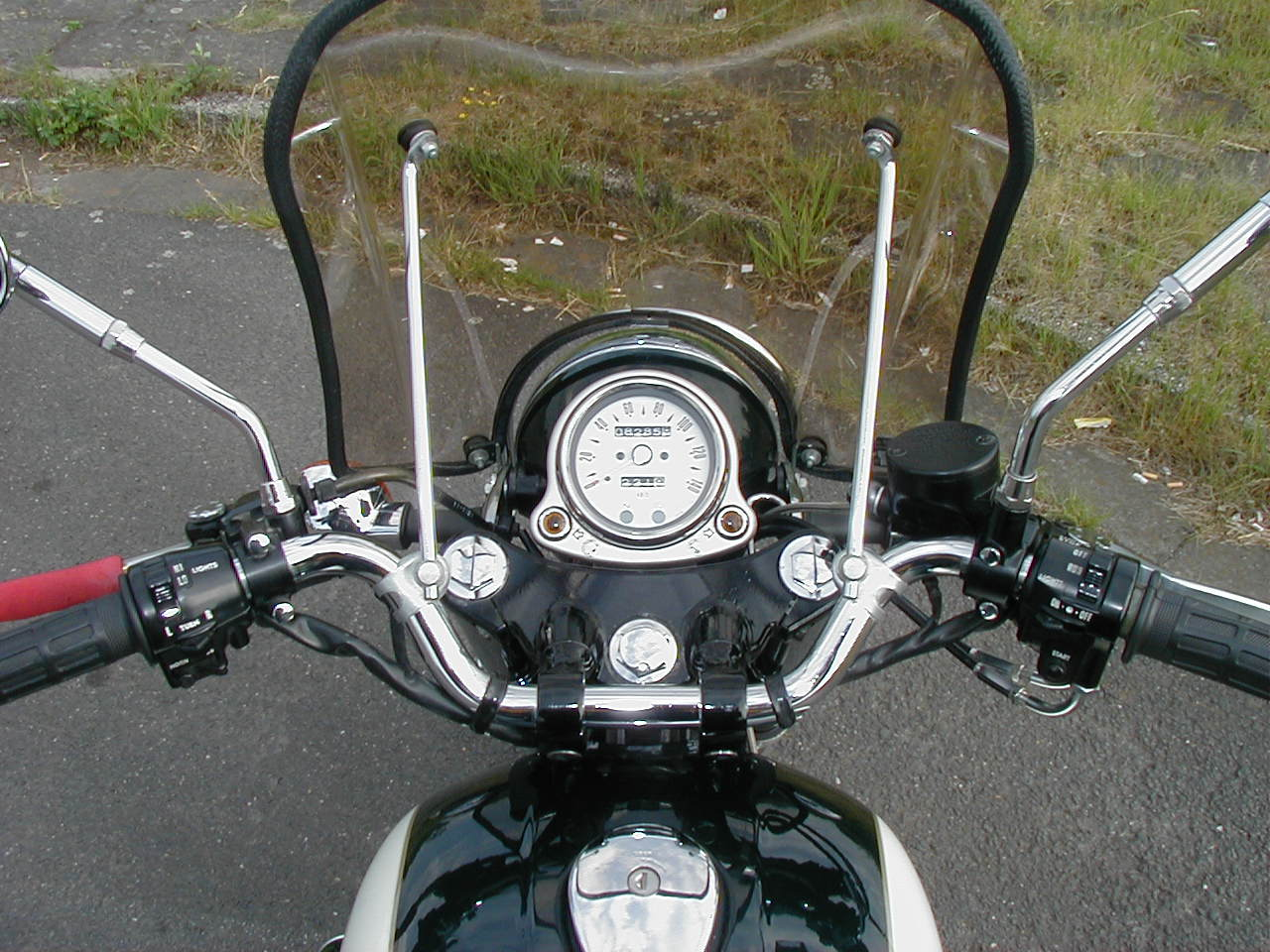
Tacho und Lenker
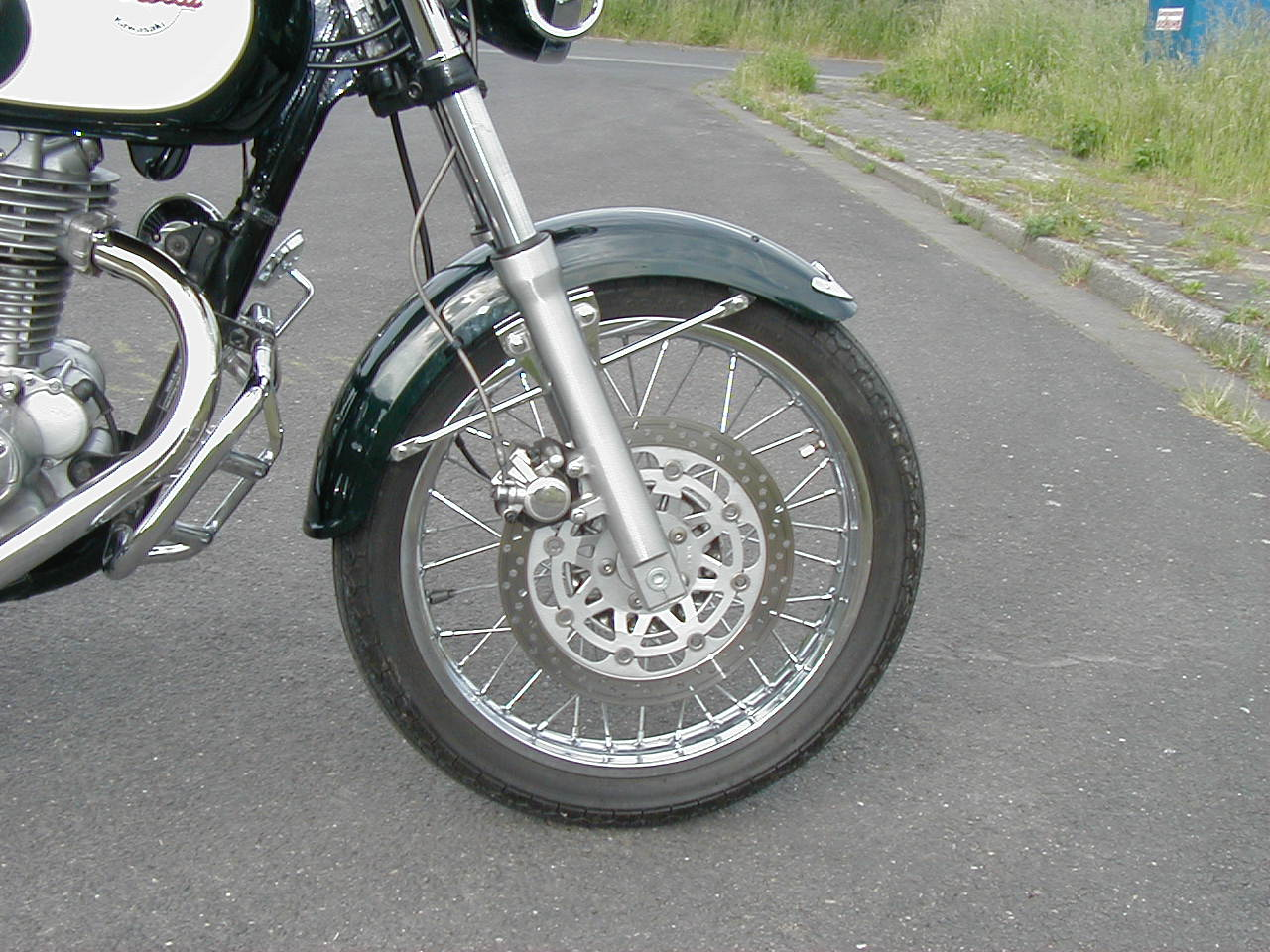
Vordere Scheibenbremse
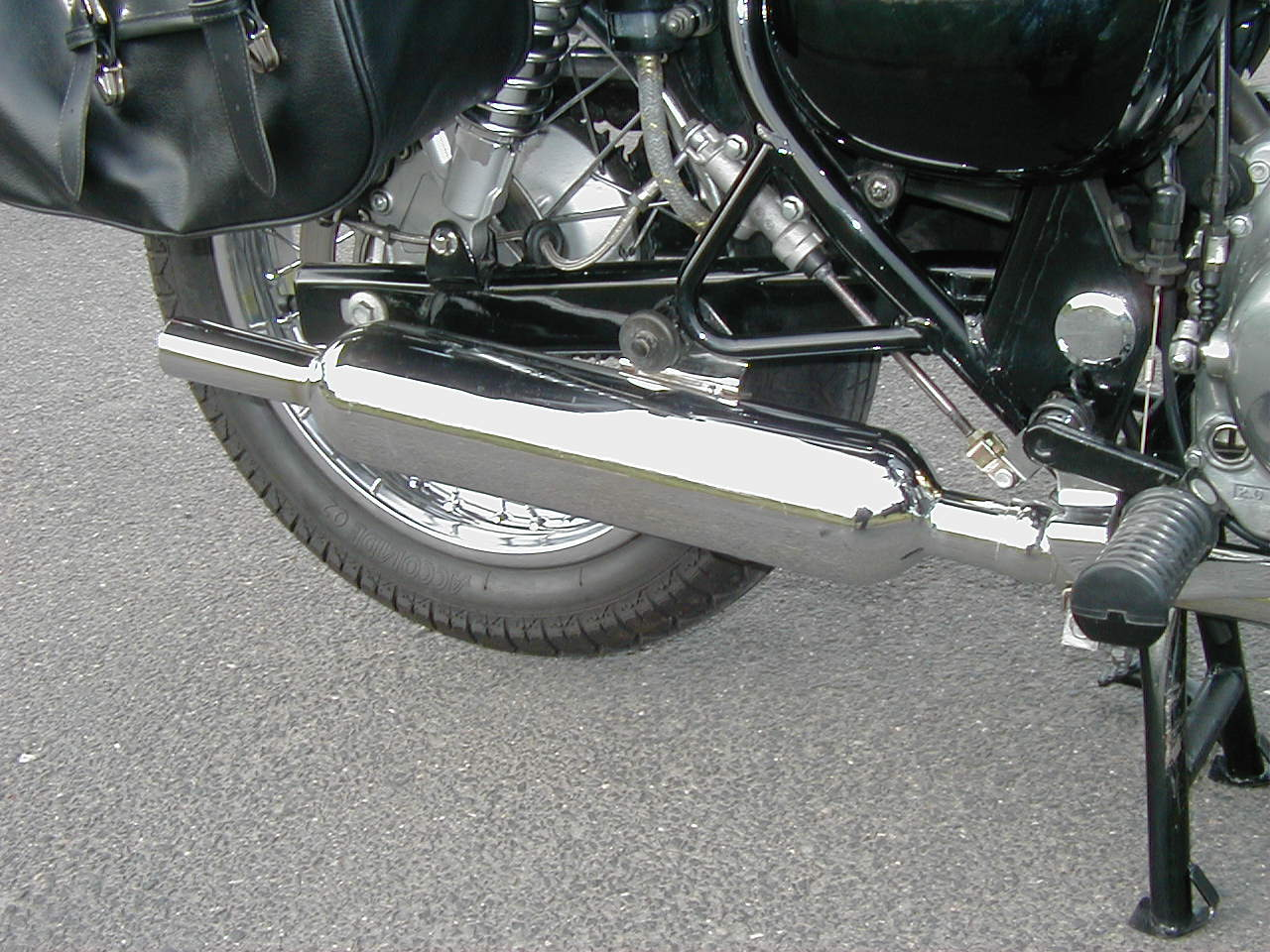
Auspuff